# Mopungite
La mopungite (simbolo IMA: Mop) è un raro minerale del supergruppo della perovskite, all'interno del quale viene collocato nel gruppo delle perovskiti non stechiometriche e da lì al sottogruppo della stottite; appartiene alla famiglia minerale degli "ossidi e idrossidi" e possiede composizione chimica NaSb5+(OH)6.

## Etimologia e storia
La mopungite deve il suo nome alla propria località tipo, le Mopung Hills (39.87°N 118.72444°W) nel Nevada (Stati Uniti).
Il campione tipo della mopungite è conservato presso il Museo di storia naturale di Londra con il numero di catalogo 1984,477 | e presso il National Museum of Natural History di Washington con il numero di catalogo 161224.

## Classificazione
Nella classica nona edizione della sistematica dei minerali di Strunz, aggiornata dall'Associazione Mineralogica Internazionale (IMA) fino al 2009, la mopungite si trova nella classe "4. Ossidi (idrossidi, V[5,6] vanadati, arseniti, antimoniti, bismutiti, solfiti, seleniti, telluriti, iodati)" e nella sottoclasse "4.F Idrossidi (senza V od U)"; questa viene ulteriormente suddivisa in base alla struttura del minerale, in modo da poterla trovare nella sezione "4.FC Idrossidi con OH, senza H2O; ottaedri che condividono un vertice" dove forma il sistema nº 4.FC.15 insieme a jeanbandyite, tetrawickmanite e stottite.
Tale classificazione viene mantenuta invariata anche nell'edizione successiva, proseguita dal database "mindat.org" e chiamata Classificazione Strunz-mindat; nella sezione 4.FC.15, oltre ai minerali già citati, compaiono anche i nuovi minerali nancyrossite e zincostottite.
Nella Sistematica dei lapis (Lapis-Systematik) di Stefan Weiß la mopungite si trova nella classe degli "ossidi" e da lì nella sottoclasse degli "idrossidi e idrati ossidici (ossidi contenenti acqua con struttura stratificata)", dove forma il "gruppo della stottite" con il numero di sistema IV/F.17 insieme a eyselite, jeanbandyite, stottite e tetrawickmanite.
Anche nella classificazione dei minerali secondo Dana, usata principalmente nel mondo anglosassone, la mopungite viene elencata nella famiglia degli "ossidi e idrossidi" e, in particolare, nella classe degli "idrossidi e ossidi contenenti idrossidi"; qui è nella sottoclasse degli "idrossidi e ossidi contenenti idrossidi con gruppi (OH)3 o (OH)6" dove è nel "gruppo della wickmanite (tetragonale: P42/n)" dove forma il sistema nº 06.03.07 insieme a jeanbandyite, tetrawickmanite e stottite.

## Abito cristallino
La mopungite cristallizza nel sistema tetragonale con il gruppo spaziale P42/n (gruppo nº 86) con le costanti reticolari a = 7,994 Å e c = 7,859 Å, oltre ad avere 4 unità di formula per cella unitaria.

## Chimica
Dalle analisi compiute sul minerale la mopungite risulta essere composta, in percentuale di peso dal 12,8% di ossido di sodio (Na2O), dal 65,2% di pentossido di antimonio (Sb2O5) e dal 22,0% di acqua (H2O). Questa analisi porta alla seguente formula empirica:
{\displaystyle {\ce {Na_{1,01}Sb_{0,99}(OH)6}}}
che porta alla formula idealizzata NaSb(OH)6.

## Proprietà chimico-fisiche
La mopungite è solubile in acqua calda, ma non in acqua fredda; si dissolve molto rapidamente in acido tartarico (C4H6O6) freddo e si decompone in acido cloridrico (HCl) e in acido nitrico (HNO3).

## Origine e giacitura
La mopungite si produce dall'ossidazione della stibnite contenuta in vene di quarzo-fluorite-stibnite; la paragenesi è con selenio nativo, zolfo nativo, stibiconite, sénarmontite, roméite e tripuhyite (per campioni trovati sulle Mopung Hills, Nevada, Stati Uniti), oppure con cetineite, sénarmontite, brizziite e altri ossidi dell'antimonio (per campioni rinvenuti nella miniera di Cetine, Italia).
La mopungite è un minerale raro ed è stata rinvenuta solo in pochi siti; oltre alla sua località tipo, le Mopung Hills in Nevada, ci sono stai ritrovamenti anche a Narvik (Norvegia), Pezinok (Slovacchia) e Pechina (Spagna).
In Italia la mopungite è stata trovata nella miniera "Su Suergiu" presso Villasalto (Sardegna) e nelle miniere "La Selva" (Civitella Paganico), "Tafone" (Manciano), "Pereta" (Scansano) e "Le Cetine di Cotorniano" (Chiusdino) tutte in Toscana.
Fuori dall'Europa la mopungite è stata trovata anche nella miniera "Qinglong" nella prefettura autonoma buyei e miao di Qianxinan (Cina).

## Forma in cu si presenta in natura
La mopungite solitamente forma incrostazioni costituite da piccoli cristalli pseudocubici di dimensioni di 0,2-0,3 mm, raramente aciculari.
Il minerale possiede lucentezza da terrosa a cerosa; il colore va dal bianco, al bianco crema fino a essere incolore, ma a causa delle inclusioni può assumere anche un colore che va dal marrone chiaro al rossastro-marrone. e anche il colore del suo striscio è bianco.